# یگوروفکا
یگوروفکا (انگلیسی: Yegorovka) یک شهرک در شهرستان بیژبولیاکسکی باشقیرستان کشور روسیه است.